# Otmanoba
Otmanoba är en ort i Azerbajdzjan.   Den ligger i distriktet Zərdab Rayonu, i den centrala delen av landet, 170 km väster om huvudstaden Baku. Antalet invånare är 753.
Terrängen runt Otmanoba är mycket platt. Runt Otmanoba är det ganska tätbefolkat, med 58 invånare per kvadratkilometer.. Närmaste större samhälle är Şahhüseynli, 5,6 km norr om Otmanoba.
Trakten runt Otmanoba består till största delen av jordbruksmark.